# Statistique publique
La statistique publique (ou statistiques officielles) est l'ensemble des productions d'enquêtes statistiques et des exploitations de ces enquêtes par des administrations ou des organismes publics à des fins de service public.